# الساندرو پیرزیو بیرولی
الساندرو پیرزیو بیرولی (انگلیسی: Alessandro Pirzio Biroli; ۲۳ ژوئیهٔ ۱۸۷۷ – ۲۰ مهٔ ۱۹۶۲) ورزشکار شمشیربازی اهل ایتالیا بود.
وی در مسابقات کشوری و بین‌المللی در مجموع برندهٔ ۱ مدال نقره شده‌است.